# 上月谷站
上月谷站（：／ Sangwolgok yeok */?）副站名韓國科學技術研究院（한국과학기술연구원），是首尔地铁6号线沿線的一座地下車站，位於韓國首爾特別市城北區上月谷洞。

## 車站構造
站體為2面3線雙島式月台的地下車站，候車月台皆裝設月台幕門，並有4處出口。
月台中間設有一條留置線供列車停泊。

### 月台配置
| 月谷 ↑      |
| 下 \| 上 \| |
| ↓ 石串      |

| 月台 | 路線           | 目的地                       |
| ---- | -------------- | ---------------------------- |
| 上行 | ●首尔地铁6号线 | 月谷、三角地、大興、鷹岩方向 |
| 中線 | ●首尔地铁6号线 | 不使用                       |
| 下行 | ●首尔地铁6号线 | 石串、烽火山、新內方向       |

## 歷史
- 2000年8月7日：落成啟用。

## 車站周邊
- 懿陵（朝鲜语：의릉 (조선 경종)）
- 石串洞郵局
- 首爾月谷初等學校
- 月谷中學
- 月谷2洞治安中心
- 城北區資訊圖書館
- 首爾設施公團（朝鲜语：서울시설공단）
- 同德女子大學
- 韓國科學技術研究院

## 圖片

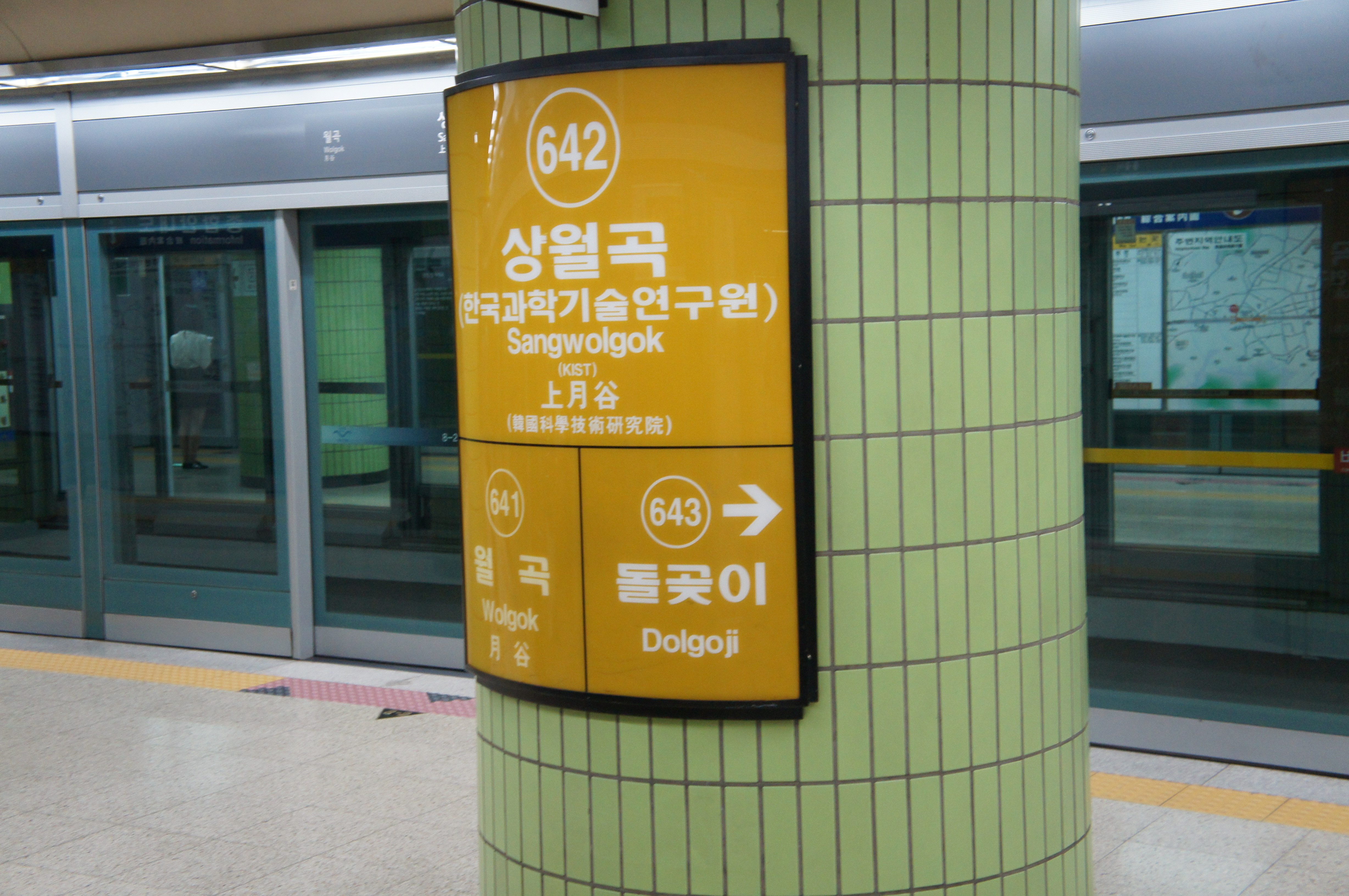
站名牌
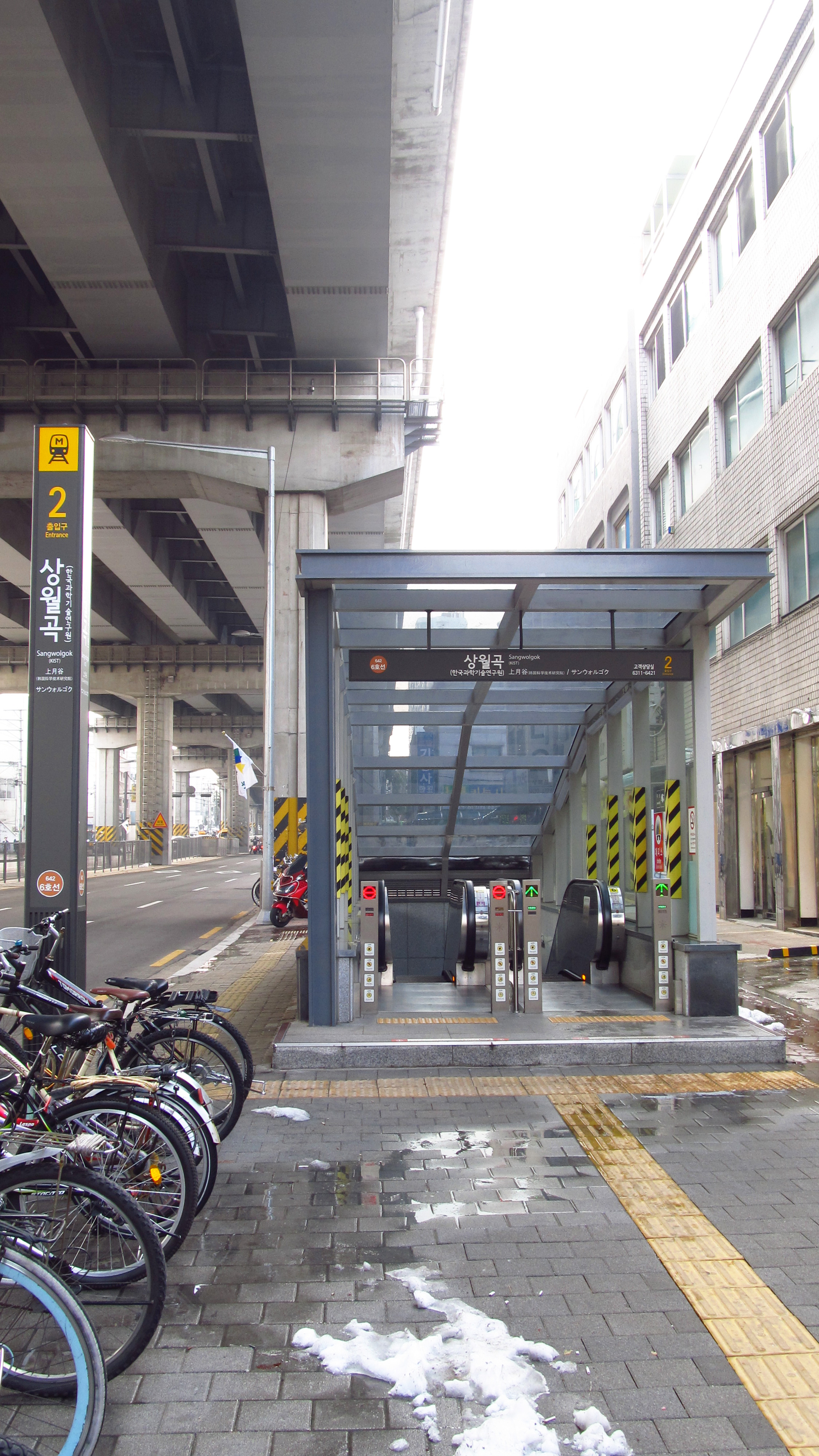
2號出口

## 相鄰車站
首爾交通公社
●首尔地铁6号线
月谷（641）－上月谷（642）－石串（643）